# Англо-италијански Лига куп
Англо-италијански Лига куп (енгл. Anglo-Italian League Cup) је било фудбалско такмичења између енглеских и италијанских клубова.

## Историја
Такмичење је почело 1969, а могли су учествовати победници Енглеског лига купа и победници Купа Италије. Играла су се два сусрета, код куће и у гостима.
Такмичење је трајало три сезоне, а онда је прекинуто између 1972-1975.
Обновљено је 1975, али овај пут играли су победници енглеског ФА купа и победници Купа Италије, али је кратко трајало само две сезоне, када је коначно укинито.

## Резултати
| Година                           | Клуб             | Држава   | укупан рез. | Држава   | Клуб              | 1. утак. | 2. утак. |
| -------------------------------- | ---------------- | -------- | ----------- | -------- | ----------------- | -------- | -------- |
| 1969                             | Свиндон Таун     | Енглеска | 5:2         | Италија  | Рома              | 1:2      | 4:0      |
| 1970                             | Болоња           | Италија  | 3:2         | Енглеска | Манчестер сити    | 1-0      | 2:2      |
| 1971                             | Тотенхем хотспур | Енглеска | 3:0         | Италија  | Торино            | 1:0      | 2:0      |
| Такмичење 1972-1975 није одржано |                  |          |             |          |                   |          |          |
| 1975                             | Фјорентина       | Италија  | 2:0         | Енглеска | Вест Хем јунајтед | 1:0      | 1:0      |
| 1976                             | Наполи           | Италија  | 4:1         | Енглеска | Саутемптон        | 0:1      | 4:0      |